# Iva Ritschelová
Iva Ritschelová (16. července 1964 Varnsdorf – 2. prosince 2017) byla česká ekonomka a v letech 2010–2017 předsedkyně Českého statistického úřadu.

## Profesní kariéra
V letech 2007 až 2011 zastávala funkci rektorky Univerzity Jana Evangelisty Purkyně. Jejím oborovým zaměřením byla environmentální ekonomie a politika životního prostředí s důrazem na makroekonomické aspekty tvorby a ochrany životního prostředí. 27. července 2010 ji prezident republiky Václav Klaus na Pražském hradě jmenoval do funkce předsedkyně Českého statistického úřadu s účinností od 1. září 2010. 20. listopadu 2012 byla jmenována profesorkou.
Zemřela po nemoci v roce 2017.

## Kontroverze
V rámci jejího působení na UJEP došlo v nově budovaném kampusu k demolici budovy bývalých operačních sálů od architekta Rudolfa Perthena.

## Publikace (výběr)
- Farský, M., Ritschelová, I., Vomáčková, H.: Životní prostředí z pohledu účetnictví, Acta Universitatis Purkynianae, sv. 76, UJEP Ústí nad Labem 2001 ISBN 80-7044-384-7
- Ritschelová, I., Machálek, P., Koroluk, R.: NAMEA for the Czech Republic 1992–1996, In: NAMEA's for Air Emissions (results of Pilot studies), European Commission, Luxembourg, 2001, ISBN 92-894-1428-6
- Ritschelová, I a kol.: Slovník vybraných pojmů v oblasti environmentální ekonomie, Acta Universitatis Purkynianae, sv. 79, UJEP Ústí nad Labem 2002, ISBN 80-7044-416-9
- Kramer M., Brauweiler, J., Ritschelová, I. a kol: Mezinárodní management životního prostředí, Sv. II – Nástroje a systémy environmentálního managementu, C. H. BECK, 2005, ISBN 80-7179-920-3
- Ritschelová I., Tošovská, E.: Eco-industry in the Czech Republic, Acta Universitatis Purkynianae 111, Ústí nad Labem 2005, ISBN 80-7044-708-7